# 4505 Окамура
4505 Окамура (енгл. 4505 Okamura) је астероид главног астероидног појаса са пречником од приближно 19,35 .
Афел астероида је на удаљености од 3,159 астрономских јединица (АЈ) од Сунца, а перихел на 2,859 АЈ.
Ексцентрицитет орбите износи 0,049, инклинација (нагиб) орбите у односу на раван еклиптике 11,842 степени, а орбитални период износи 1906,900 дана (5,220 година).
Апсолутна магнитуда астероида је 11,10 а геометријски албедо 0,171.
Астероид је откривен 20. фебруара 1990. године.